# Sovietul Comisarilor Poporului
Sovnarkom (din limba rusă СовНарКом,  abreviere  a "Совет народных комиссаров", Sovet narodnîh komissarov", Sovietul (Consiliul) Comisarilor Poporului, uneori în limba rusă СНК – SNK), a fost numele guvernului sovietic până în 1946.
Sovnarkomul, având în frunte ca președinte pe Vladimir Ilici Lenin, a fost format la Congresul al doilea al Sovietelor din întreaga Rusie din 8 noiembrie 1917. 
Constituția sovietică din 1918 a făcut Sovnarkomul RSFSR responsabil în fața Congresului Sovietelor pentru "administrarea generală a afacerilor statului". Constituția împuternicea Sovnarkom să emită decrete cu putere deplină de lege atunci când congresul nu era în sesiune. Congresul aproba apoi aceste decrete în sesiunea următoare. (De fapt, Sovnarkom exercita puterea de-facto în RSFSR din noiembrie 1917, după ce de-al doilea Congres al Sovietelor).
După formarea URSS, SNK al URSS a fost creat conform prevederilor constituției sovietice (vezi și Premier al Uniunii Sovietice pentru lista cronologică a președinților SNK). Republicile sovietice au avut propriile lor guverne, care aveau ca sarcină gestionarea afacerilor locale. Erau denumite de asemenea Sovnarkom.
În 1946, toate Sovnarkom-urile au fost redenumite Consilii de miniștri (Совет Министров  – Sovet Ministrov, sau  Совмин - Sovmin) odată cu schimbarea numelor Comisariatelor poporului: НарКомат (NarKomat) în Ministere și a Comisarilor poporului (НарКом, NarKom) în Miniștri.